# East Kingston
East Kingston è un comune degli Stati Uniti d'America facente parte della contea di Rockingham nello stato del New Hampshire.